# Kampen (Oslo)
 For alternative betydninger, se Kampen. (Se også artikler, som begynder med Kampen)
Kampen er et strøg i Oslo, mellem Tøyen, Hasle, Vålerenga og Galgeberg i bydelen Gamle Oslo.

## Historie
Navnet kan komme af kamp men enkelte mener at navnet kommer fra "campement" som betegnelse for en militærlejr. I 1700-tallet holdt "Borgervæpningen" sine øvelser her. Området tilhørte gården Bergsløkken og Oslo Ladegård før det blev udstykket i 1820. En træhusforstad opstod mellem byudvidelserne i 1859 og 1878. En del af træhusbebyggelsen brændte i 1879, og blev erstattet af murstensbygninger. Den Nordlige del af Kampen (tidligere Kristiania stålværk) er domineret af murstensgårde fra 1930-tallet. Den gamle træhusbebyggelse udgør alligevel en stor og karakteristisk del af bebyggelsen.
I 1920erne var der så mange kommunister som boede på Kampen, at stedet fik kaldenavnet "Petrograd".
13. april og 14. april 1878 stod et slag mellem arbejdere, politi og soldater på Kampen. Slaget omtales ofte som Onsumslaget.
I 1900-tallet blev stednavnet Kampen også brugt om områderne mellem det nuværende Tøyencenteret og Åkeberg. Idrætsanlæggene på Jordal ligger mellem Kampen og Vålerenga/Galgeberg.
Stedet er også blevet brugt til indspilningen af norske Olsen-Banden film, på billedet med kirken set fra Norderhovgata til højre, den gule gamle baggård hvor Kjell og Valborg (Yvonne på dansk) boede og banden for det meste opholdt sig lå i denne gade.

### Historie
- Kampens historie 1200-1865 Arkiveret 6. februar 2006 hos  Wayback Machine
- Informasjon om Kampen kirke
- Oslo byarkivs fotosamling med søk på "Kampen"
- Oslo byarkivs flyfotosamling med søk på "Kampen"
- Digitalarkivet.no sin oversikt over kirkebøker fra Kampen
- 1200 år gammelt sverd funnet på Kampen
- Historiske flyfoto over Kampen

### Kulturaktiviteter
- KØBB – Kampen Økologiske Barnebondegård Arkiveret 28. maj 2007 hos  Wayback Machine
- Kampenjazz
- Kampen bistro
- Kampen Janitsjarorkester

59°54′49″N 10°46′46″Ø / 59.9137°N 10.7794°Ø